# Estisch voetbalelftal in 1995
Het Estisch voetbalelftal speelde in totaal twaalf officiële interlands in het jaar 1995, waaronder zeven wedstrijden in de kwalificatiereeks voor de EK-eindronde 1996 in Engeland. Alle duels werden verloren. De ploeg stond voor het tweede jaar op rij onder leiding van bondscoach Roman Ubakivi, de opvolger van de eind 1993 opgestapte Uno Piir. Zijn collega Aavo Sarap had de leiding tijdens de strijd om de Baltische Cup. Op de in 1993 geïntroduceerde FIFA-wereldranglijst zakte Estland in 1995 van de 119de (januari 1995) naar de 129ste plaats (december 1995). Alle doelpunten (vier in totaal) kwamen in 1995 op naam van middenvelder Martin Reim van FC Flora Tallinn.

## Balans
| Wedstrijden | Wedstrijden | Wedstrijden | Wedstrijden | Doelpunten | Doelpunten | Doelpunten | Punten |
| Gespeeld    | Winst       | Gelijk      | Verlies     | Voor       | Tegen      | Saldo      | Punten |
| ----------- | ----------- | ----------- | ----------- | ---------- | ---------- | ---------- | ------ |
| 12          | 0           | 0           | 12          | 4          | 44         | –40        | 0.000  |

## Interlands
|                                                      |                  |       |         |                                                                                    |
| 4 januari Vriendschappelijk № 139 «onderlinge duels» | Vietnam          | 1 – 0 | Estland | Thong Nhat Stadium, Ho Chi Minh City Toeschouwers: 12.060 Scheidsrechter: onbekend |
| 4 januari Vriendschappelijk № 139 «onderlinge duels» | Lê Huỳnh Đức 66' |       |         | Thong Nhat Stadium, Ho Chi Minh City Toeschouwers: 12.060 Scheidsrechter: onbekend |

|                                                       |         | |           |                                                                                     |
| 6 februari Vriendschappelijk № 140 «onderlinge duels» | Estland | 0 – 7 | Noorwegen | GSZ Stadion, Larnaca Toeschouwers: 100 Scheidsrechter: Anastasios Papaioannou (CYP) |
| 6 februari Vriendschappelijk № 140 «onderlinge duels» |         | 4' Jahn Ivar Jakobsen 13' Lars Bohinen 48' Harald Brattbakk 57' Gunnar Halle 58' Lars Bohinen 73' Jahn Ivar Jakobsen 89' Harald Brattbakk |           | GSZ Stadion, Larnaca Toeschouwers: 100 Scheidsrechter: Anastasios Papaioannou (CYP) |

|                                                        |                                                           |       |                 |                                                                            |
| 15 februari Vriendschappelijk № 141 «onderlinge duels» | Cyprus                                                    | 3 – 1 | Estland         | GSZ Stadium, Larnaca Toeschouwers: — Scheidsrechter: Michael Ioannou (CYP) |
| 15 februari Vriendschappelijk № 141 «onderlinge duels» | Siniša Gogić 16' Yiotis Engomitis 83' Neofytos Larkou 85' |       | 76' Martin Reim | GSZ Stadium, Larnaca Toeschouwers: — Scheidsrechter: Michael Ioannou (CYP) |

|                                                   |                                                                                       |       |                 |                                                                                  |
| 25 maart EK-kwalificatie № 142 «onderlinge duels» | Italië                                                                                | 4 – 1 | Estland         | Stadio Arechi, Salerno Toeschouwers: 38.000 Scheidsrechter: Roger Philippi (LUX) |
| 25 maart EK-kwalificatie № 142 «onderlinge duels» | Gianfranco Zola 45' Demetrio Albertini 58' Gianfranco Zola 65' Fabrizio Ravanelli 82' |       | 72' Martin Reim | Stadio Arechi, Salerno Toeschouwers: 38.000 Scheidsrechter: Roger Philippi (LUX) |

|                                                   |                                                        |       |         |                                                                                         |
| 29 maart EK-kwalificatie № 143 «onderlinge duels» | Slovenië                                               | 3 – 0 | Estland | Stadion Ljudski vrt, Maribor Toeschouwers: 1.850 Scheidsrechter: José João Mendes (POR) |
| 29 maart EK-kwalificatie № 143 «onderlinge duels» | Zlatko Zahovič 40' Primož Gliha 52' Vladimir Kokol 90' |       |         | Stadion Ljudski vrt, Maribor Toeschouwers: 1.850 Scheidsrechter: José João Mendes (POR) |

|                                                   |         |                       |          |                                                                                  |
| 26 april EK-kwalificatie № 144 «onderlinge duels» | Estland | 0 – 1                 | Oekraïne | Kadrioru Stadion, Tallinn Toeschouwers: 1.700 Scheidsrechter: Tore Hollung (NOR) |
| 26 april EK-kwalificatie № 144 «onderlinge duels» |         | 17' Timerlan Huseinov |          | Kadrioru Stadion, Tallinn Toeschouwers: 1.700 Scheidsrechter: Tore Hollung (NOR) |

|                                            |                                             |       |         |                                                                              |
| 19 mei Baltic Cup № 145 «onderlinge duels» | Letland                                     | 2 – 0 | Estland | Daugava Stadion, Riga Toeschouwers: 300 Scheidsrechter: Sergejus Sliva (LTU) |
| 19 mei Baltic Cup № 145 «onderlinge duels» | Armands Zeiberliņš 37' Valērijs Ivanovs 67' |       |         | Daugava Stadion, Riga Toeschouwers: 300 Scheidsrechter: Sergejus Sliva (LTU) |

|                                            | |       |         |                                                                              |
| 20 mei Baltic Cup № 146 «onderlinge duels» | Litouwen | 7 – 0 | Estland | Daugava Stadion, Riga Toeschouwers: 1.500 Scheidsrechter: Roman Lajuks (LAT) |
| 20 mei Baltic Cup № 146 «onderlinge duels» | Aurelijus Skarbalius 27' Virginijus Baltušnikas 34' Aidas Preikšaitis 36' Andrius Upstas 57' Andrius Zuta 62' Rimantas Žvingilas 75' Eimantas Poderis 88' |       |         | Daugava Stadion, Riga Toeschouwers: 1.500 Scheidsrechter: Roman Lajuks (LAT) |

|                                                  |                 |       |                                                    |                                                                                 |
| 11 juni EK-kwalificatie № 147 «onderlinge duels» | Estland         | 1 – 3 | Slovenië                                           | Kadrioru Stadion, Tallinn Toeschouwers: 1.100 Scheidsrechter: Paul Durkin (ENG) |
| 11 juni EK-kwalificatie № 147 «onderlinge duels» | Martin Reim 26' |       | 38' Džoni Novak 69' Džoni Novak 80' Zlatko Zahovič | Kadrioru Stadion, Tallinn Toeschouwers: 1.100 Scheidsrechter: Paul Durkin (ENG) |

|                                                      |         |                          |          |                                                                                       |
| 16 augustus EK-kwalificatie № 148 «onderlinge duels» | Estland | 0 – 1                    | Litouwen | Kadrioru Stadion, Tallinn Toeschouwers: 2.000 Scheidsrechter: Karl-Erik Nilsson (SWE) |
| 16 augustus EK-kwalificatie № 148 «onderlinge duels» |         | 48' Darius Maciulevičius |          | Kadrioru Stadion, Tallinn Toeschouwers: 2.000 Scheidsrechter: Karl-Erik Nilsson (SWE) |

|                                                      | |       |                 |                                                                               |
| 3 september EK-kwalificatie № 149 «onderlinge duels» | Kroatië | 7 – 1 | Estland         | Maksimir Stadion, Zagreb Toeschouwers: 20.000 Scheidsrechter: Aron Huzu (ROM) |
| 3 september EK-kwalificatie № 149 «onderlinge duels» | Mladen Mladenović 3' Davor Šuker 19' (pen.) Alen Bokšić 29' Zvonimir Boban 41' Davor Šuker 58' Igor Štimac 81' Davor Šuker 89' |       | 17' Martin Reim | Maksimir Stadion, Zagreb Toeschouwers: 20.000 Scheidsrechter: Aron Huzu (ROM) |

|                                                     | |       |         |                                                                                     |
| 11 oktober EK-kwalificatie № 150 «onderlinge duels» | Litouwen                                                                                            | 5 – 0 | Estland | Žalgiris Stadion, Vilnius Toeschouwers: 2.500 Scheidsrechter: Didier Pauchard (FRA) |
| 11 oktober EK-kwalificatie № 150 «onderlinge duels» | Darius Maciulevičius 8' Arūnas Šuika 13' Arūnas Šuika 39' Vaidotas Šlekys 44' Valdas Ivanauskas 62' |       |         | Žalgiris Stadion, Vilnius Toeschouwers: 2.500 Scheidsrechter: Didier Pauchard (FRA) |

## FIFA-wereldranglijst
| JAN | FEB | MAR | APR | MEI | JUN | JUL | AUG | SEP | OKT | NOV | DEC |
| --- | --- | --- | --- | --- | --- | --- | --- | --- | --- | --- | --- |
| 119 | 119 | 119 | 115 | 116 | 118 | 123 | 123 | 116 | 124 | 126 | 129 |

## Hõbepall
Sinds 1995 reiken Estische voetbaljournalisten, verenigd in de Eesti Jalgpalliajakirjanike Klubi, jaarlijks een prijs uit aan een speler van de nationale ploeg die het mooiste doelpunt maakt. In het eerste jaar ging deze zogeheten Zilveren Bal (Hõbepall) naar Martin Reim voor zijn treffer tegen Slovenië, gemaakt op 11 juni.

## Statistieken
| Mart Poom            | 1972-02-03 | FC Flora Tallinn    | 7 | 0 | 0 | 34 | 0 |
| Toomas Tohver        | 1973-04-24 | FC Flora Tallinn    | 3 | 1 | 0 | 7  | 0 |
| Rain Vessenberg      | 1975-11-27 | FC Flora Tallinn    | 2 | 0 | 0 | 5  | 0 |
| Martin Kaalma        | 1977-04-14 | JK Tervis Pärnu     | 0 | 1 | 0 | 1  | 0 |
| Verdediging          |            |                     |   |   |   |    |   |
| Urmas Kirs           | 1966-11-05 | FC Flora Tallinn    | 9 | 0 | 0 | 21 | 0 |
| Risto Kallaste       | 1971-02-23 | Viborg FF           | 8 | 0 | 0 |    |   |
| Marek Lemsalu        | 1972-11-24 | FC Flora Tallinn    | 7 | 0 | 0 |    |   |
| Janek Kiisman        | 1972-01-03 | JK Tervis Pärnu     | 6 | 0 | 0 |    |   |
| Viktor Alonen        | 1969-03-23 | JK Tervis Pärnu     | 5 | 0 | 0 |    |   |
| Alari Lell           | 1976-06-10 | JK Tervis Pärnu     | 4 | 2 | 0 |    |   |
| Martin Lepa          | 1976-10-28 | JK Tervis Pärnu     | 4 | 1 | 0 |    |   |
| Arvo Kraam           | 1971-02-23 | JK Tervis Pärnu     | 2 | 1 | 0 |    |   |
| Gert Olesk           | 1973-08-08 | JK Tervis Pärnu     | 2 | 1 | 0 |    |   |
| Janek Meet           | 1974-05-02 | JK Tervis Pärnu     | 1 | 1 | 0 |    |   |
| Atko Väikmeri        | 1976-12-25 | JK Tervis Pärnu     | 1 | 1 | 0 |    |   |
| Andre Anis           | 1977-05-25 | JK Tervis Pärnu     | 1 | 0 | 0 |    |   |
| Sergei Hohlov-Simson | 1972-04-22 | JK Tervis Pärnu     | 0 | 1 | 0 |    |   |
| Raivo Nõmmik         | 1977-02-11 | JK Tervis Pärnu     | 0 | 1 | 0 | 1  | 0 |
| Middenveld           |            |                     |   |   |   |    |   |
| Toomas Kallaste      | 1971-01-27 | FC Flora Tallinn    | 9 | 0 | 0 |    |   |
| Martin Reim          | 1971-05-14 | FC Flora Tallinn    | 8 | 2 | 4 |    |   |
| Marko Kristal        | 1973-06-02 | FC Flora Tallinn    | 8 | 1 | 0 |    |   |
| Tarmo Linnumäe       | 1971-11-11 | FC Flora Tallinn    | 7 | 1 | 0 |    |   |
| Meelis Lindmaa       | 1970-10-14 | FC Flora Tallinn    | 6 | 2 | 0 |    |   |
| Indro Olumets        | 1971-04-10 | FC Flora Tallinn    | 5 | 1 | 0 | 28 | 2 |
| Marko Lepik          | 1977-04-09 | JK Tulevik Viljandi | 3 | 0 | 0 |    |   |
| Vahur Vahtramäe      | 1976-09-24 | FC Flora Tallinn    | 2 | 1 | 0 | 5  | 0 |
| Marko Lelov          | 1973-11-21 | JK Tervis Pärnu     | 2 | 0 | 0 |    |   |
| Mati Pari            | 1974-09-04 | FC Flora Tallinn    | 1 | 3 | 0 |    |   |
| Tõnis Kalde          | 1976-08-11 | JK Tervis Pärnu     | 1 | 1 | 0 |    |   |
| Aivar Priidel        | 1977-05-12 | JK Tervis Pärnu     | 1 | 1 | 0 |    |   |
| Dzintar Klavan       | 1961-06-18 | JK Tulevik Viljandi | 0 | 2 | 0 | 19 | 0 |
| Aanval               |            |                     |   |   |   |    |   |
| Lembit Rajala        | 1970-12-01 | FC Flora Tallinn    | 4 | 1 | 0 | 19 | 1 |
| Argo Arbeiter        | 1973-12-05 | JK Tervis Pärnu     | 4 | 0 | 0 |    |   |
| Indrek Zelinski      | 1974-11-13 | FC Flora Tallinn    | 3 | 0 | 0 | 6  | 0 |
| Toomas Krõm          | 1971-09-22 | JK Tervis Pärnu     | 2 | 1 | 0 |    |   |
| Andres Oper          | 1977-11-07 | JK Tervis Pärnu     | 2 | 1 | 0 |    |   |
| Jan Õun              | 1977-02-08 | JK Tervis Pärnu     | 1 | 1 | 0 |    |   |
| Ivan O'Konnel-Bronin | 1973-02-10 | JK Tervis Pärnu     | 1 | 0 | 0 |    |   |

EJL · A-internationals · Bondscoaches · Statistieken · Estisch vrouwenelftal · Olympisch elftal · Estland U21 · Estland U20 · Estland U19 · Estland U18 · Estland U17 · Estland U16
1920 – 1929 ·
1930 – 1939 ·
1940 – 1949 ·
1950 – 1990 · 
1990 – 1999 ·
2000 – 2009 ·
2010 – 2019 ·
2020 − 2029
OS 1924
1920 ·
1921 ·
1922 ·
1923 ·
1924 ·
1925 ·
1926 ·
1927 ·
1928 ·
1929 · 
1930 · 
1931 · 
1932 · 
1933 · 
1934 · 
1935 · 
1936 · 
1937 · 
1938 · 
1939 · 
1940 · 
1941 · 
1942 · 
1943 · 1944 · 
1945 · 
1946 · 
1947 · 
1948 · 
1949 · 
1950 – 1990 · 
1991 · 
1992 · 
1993 · 
1994 · 
1995 · 
1996 · 
1997 · 
1998 · 
1999 · 
2000 · 
2001 · 
2002 · 
2003 · 
2004 · 
2005 · 
2006 · 
2007 · 
2008 · 
2009 · 
2010 · 
2011 · 
2012 · 
2013 · 
2014 · 
2015 · 
2016 ·
2017 ·
2018 ·
2019 ·
2020
Albanië ·
Andorra ·
Angola ·
Antigua en Barbuda ·
Argentinië ·
Armenië ·
Azerbeidzjan ·
België ·
Bosnië-Herzegovina ·
Brazilië ·
Bulgarije ·
Canada ·
Chili ·
China ·
Cyprus ·
Denemarken ·
Duitsland ·
Ecuador ·
Egypte ·
El Salvador ·
Engeland ·
Equatoriaal-Guinea ·
Faeröer ·
Fiji ·
Filipijnen ·
Finland ·
Frankrijk ·
Georgië · 
Gibraltar ·
Griekenland ·
Hongarije ·
Hongkong ·
Ierland ·
IJsland ·
Indonesië ·
Irak ·
Israël ·
Italië ·
Jordanië ·
Kazachstan ·
Kirgizië ·
Kroatië ·
Letland ·
Libanon ·
Liechtenstein ·
Litouwen ·
Luxemburg ·
Malta ·
Marokko ·
Mexico ·
Moldavië ·
Montenegro ·
Nederland ·
Nieuw-Caledonië ·
Nieuw-Zeeland ·
Noord-Ierland ·
Noord-Macedonië ·
Noorwegen ·
Oekraïne ·
Oezbekistan ·
Oman ·
Oostenrijk ·
Polen ·
Portugal ·
Qatar ·
Roemenië ·
Rusland ·
Saint Kitts en Nevis ·
San Marino ·
Saoedi-Arabië ·
Schotland ·
Servië ·
Slovenië ·
Slowakije · 
Spanje ·
Tadzjikistan ·
Thailand ·
Trinidad en Tobago ·
Tsjechië ·
Turkije ·
Turkmenistan ·
Uruguay ·
Vanuatu ·
Venezuela ·
Verenigde Arabische Emiraten ·
Verenigde Staten ·
Vietnam ·
Wales ·
Wit-Rusland ·
Zweden ·
Zwitserland